# Shorttrack op de Olympische Winterspelen 2022 - 1000 meter mannen
De 1000 meter voor mannen tijdens de Olympische Winterspelen 2022 vond plaats op zaterdag 5 en maandag 7 februari 2022 in het Capital Indoor Stadium in Peking. Regerend olympisch kampioen was de Canadees Samuel Girard. Hij verdedigde zijn titel niet.

## Tijdschema
| Datum               | Lokale tijd | MET   | Ronde         |
| ------------------- | ----------- | ----- | ------------- |
| zaterdag 5 februari | 19:38       | 12:38 | Series        |
| maandag 7 februari  | 19:44       | 12:44 | Kwartfinales  |
| maandag 7 februari  | 20:20       | 13:20 | Halve finales |
| maandag 7 februari  | 20:52       | 13:52 | Finales       |

## Uitslag
Legenda:
- ADV = Advance (toevoeging)
- DNF = Did Not Finish
- DNS = Did Not Start
- OR = Olympisch record
- PEN = Penalty
- YC = Yellow Card
- Q = Directe kwalificatie voor de volgende ronde
- QB = Kwalificatie voor de B-finale (alleen in de halve finales)
- q = Kwalificatie beste vier derde plaatsen (alleen in de series)

### Series
Heat 1
| # | Naam           | Land             | Tijd     | Opm. |
| - | -------------- | ---------------- | -------- | ---- |
| 1 | Park Jang-hyuk | Zuid-Korea       | 1:24,081 | Q    |
| 2 | Andrew Heo     | Verenigde Staten | 1:24,106 | Q    |
| 3 | Itzhak de Laat | Nederland        | 1:24,332 | ADV  |
| 4 | Niall Treacy   | Groot-Brittannië | 1:32,243 |      |

Heat 2
| # | Naam             | Land             | Tijd     | Opm. |
| - | ---------------- | ---------------- | -------- | ---- |
| 1 | Ren Ziwei        | China            | 1:23.772 | Q    |
| 2 | Quentin Fercoq   | Frankrijk        | 1:23,917 | Q    |
| 3 | Jens van 't Wout | Nederland        | 1:23,946 |      |
| 4 | Farrell Treacy   | Groot-Brittannië | 1:24,935 |      |

Heat 3
| # | Naam                 | Land            | Tijd     | Opm. |
| - | -------------------- | --------------- | -------- | ---- |
| 1 | Wu Dajing            | China           | 1:23,927 | Q    |
| 2 | Jordan Pierre-Gilles | Canada          | 1:24,067 | Q    |
| 3 | Semjon Jelistratov   | Russische ploeg | 1:24,077 |      |
| 4 | Shogo Miyata         | Japan           | 1:24,367 |      |

Heat 4
| # | Naam              | Land       | Tijd     | Opm. |
| - | ----------------- | ---------- | -------- | ---- |
| 1 | Lee June-seo      | Zuid-Korea | 1:24,698 | Q    |
| 2 | Pascal Dion       | Canada     | 1:24,771 | Q    |
| 3 | Adil Galiakhmetov | Kazachstan | 1:24,855 |      |
| 4 | Vladislav Bykanov | Israël     | 1:24,875 |      |

Heat 5
| # | Naam             | Land       | Tijd     | Opm. |
| - | ---------------- | ---------- | -------- | ---- |
| 1 | Hwang Dae-heon   | Zuid-Korea | 1:23,042 | Q,   |
| 2 | Sjinkie Knegt    | Nederland  | 1:23,097 | Q    |
| 3 | Li Wenlong       | China      | 1:23,140 | q    |
| 4 | Sébastien Lepape | Frankrijk  | 1:26,069 |      |

Heat 6
| # | Naam               | Land            | Tijd     | Opm. |
| - | ------------------ | --------------- | -------- | ---- |
| 1 | John-Henry Krueger | Hongarije       | 1:25,236 | Q    |
| 2 | Furkan Akar        | Turkije         | 1:25,462 | Q    |
| 3 | Kazuki Yoshinaga   | Japan           | 1:25,574 | ADV  |
| 4 | Denis Airapetian   | Russische ploeg |          | PEN  |

Heat 7
| # | Naam               | Land             | Tijd     | Opm. |
| - | ------------------ | ---------------- | -------- | ---- |
| 1 | Shaolin Sándor Liu | Hongarije        | 1:25,262 | Q    |
| 2 | Ryan Pivirotto     | Verenigde Staten | 1:54,437 | Q    |
| 3 | Pietro Sighel      | Italië           | 2:10,039 | ADV  |
| 4 | Stijn Desmet       | België           |          | PEN  |

Heat 8
| # | Naam               | Land      | Tijd     | Opm. |
| - | ------------------ | --------- | -------- | ---- |
| 1 | Shaoang Liu        | Hongarije | 1:23,796 | Q    |
| 2 | Brendan Corey      | Australië | 1:23,908 | Q    |
| 3 | Roberts Kruzbergs  | Letland   | 1:23,979 |      |
| 4 | Luca Spechenhauser | Italië    |          | PEN  |

### Kwartfinales
Kwartfinale 1
| # | Naam                 | Land             | Tijd     | Opm. |
| - | -------------------- | ---------------- | -------- | ---- |
| 1 | Andrew Heo           | Verenigde Staten | 1:24,603 | Q    |
| 2 | Wu Dajing            | China            | 1:33,302 | Q    |
| 3 | Park Jang-hyuk       | Zuid-Korea       | no time  | ADV  |
|   | Pietro Sighel        | Italië           |          | PEN  |
|   | Jordan Pierre-Gilles | Canada           |          | PEN  |

Kwartfinale 2
| # | Naam             | Land       | Tijd     | Opm. |
| - | ---------------- | ---------- | -------- | ---- |
| 1 | Lee June-seo     | Zuid-Korea | 1:23,682 | Q    |
| 2 | Shaoang Liu      | Hongarije  | 1:23,940 | Q    |
| 3 | Quentin Fercoq   | Frankrijk  | 1:24,411 |      |
| 4 | Pascal Dion      | Canada     | no time  |      |
|   | Kazuki Yoshinaga | Japan      |          | PEN  |

Kwartfinale 3
| # | Naam               | Land      | Tijd     | Opm. |
| - | ------------------ | --------- | -------- | ---- |
| 1 | Furkan Akar        | Turkije   | 1:25,490 | Q    |
| 2 | Ren Ziwei          | China     | 1:34,211 | Q    |
| 3 | Itzhak de Laat     | Nederland | 1:42,490 | ADV  |
|   | John-Henry Krueger | Hongarije |          | PEN  |
|   | Brendan Corey      | Australië |          | PEN  |

Kwartfinale 4
| # | Naam               | Land             | Tijd     | Opm. |
| - | ------------------ | ---------------- | -------- | ---- |
| 1 | Hwang Dae-heon     | Zuid-Korea       | 1:24,693 | Q    |
| 2 | Li Wenlong         | China            | 1:30,550 | Q    |
| 3 | Shaolin Sándor Liu | Hongarije        | 1:55,248 | ADV  |
| 4 | Ryan Pivirotto     | Verenigde Staten | 2:08,364 |      |
|   | Sjinkie Knegt      | Nederland        |          | YC   |

### Halve finales
Halve finale 1
| # | Naam           | Land       | Tijd     | Opm. |
| - | -------------- | ---------- | -------- | ---- |
| 1 | Ren Ziwei      | China      | 1:26,576 | Q    |
| 2 | Li Wenlong     | China      | 1:26,722 | Q    |
| 3 | Furkan Akar    | Turkije    | 1:27,102 | QB   |
|   | Hwang Dae-heon | Zuid-Korea |          | PEN  |
| 3 | Park Jang-hyuk | Zuid-Korea |          | DNS  |

Halve finale 2
| # | Naam               | Land             | Tijd     | Opm. |
| - | ------------------ | ---------------- | -------- | ---- |
| 1 | Shaolin Sándor Liu | Hongarije        | 1:23,567 | Q    |
| 2 | Wu Dajing          | China            | 1:23,928 | Q    |
| 3 | Andrew Heo         | Verenigde Staten | 1:24,023 | QB   |
| 4 | Itzhak de Laat     | Nederland        | 1:24,229 | QB   |
| 5 | Shaoang Liu        | Hongarije        | 1:35,384 | ADV  |
|   | Lee June-seo       | Zuid-Korea       |          | PEN  |

### Finales
B-Finale
| # | Naam           | Land             | Tijd     | Opm. |
| - | -------------- | ---------------- | -------- | ---- |
| 5 | Itzhak de Laat | Nederland        | 1:35,925 |      |
| 6 | Furkan Akar    | Turkije          | 1:36,052 |      |
| 7 | Andrew Heo     | Verenigde Staten | 1:36,140 |      |

A-Finale
| #      | Naam               | Land      | Tijd     | Opm. |
| ------ | ------------------ | --------- | -------- | ---- |
| Goud   | Ren Ziwei          | China     | 1:26,768 |      |
| Zilver | Li Wenlong         | China     | 1:29,917 |      |
| Brons  | Shaoang Liu        | Hongarije | 1:35,693 |      |
| 4      | Wu Dajing          | China     | 1:42,937 |      |
|        | Shaolin Sándor Liu | Hongarije |          | YC   |